# Anna Wilhelmina van Doerne
Anna Wilhelmina van Doerne (1682 - 20 november 1720) was de dochter van Everard van Doerne en Anna Katharina Constantia van Boecop.
Anna Wilhelmina kreeg van 1697 tot 1702 haar opvoeding als kanunnikes in het adellijk klooster te Munsterbilzen. Aangezien in dit stift door de zusters niet de kloostergeloften werden afgelegd, kon zij het ook weer verlaten, wat gebruikelijk was.
Zij was Vrouwe van Asten van 1716-1720.
In 1719 trouwde zij met Gerardus Assuerus Ludovicus de Colonster de Horion. Zij stierf echter in 1720 in het kraambed. Op dit moment was de baron niet aanwezig, daar deze op dienstreis was naar Wenen. Slechts enkele personeelsleden en de priester Everard Cillis, een huisvriend, konden haar ondersteunen.
Na haar dood brak er een rommelige tijd aan voor de heerlijkheid. Er was sprake van een neef, Johannes Christophoros de Bertholf Ruyff de Belven, die heer van Asten was van 1720-1722 en van 1725-1735, en van een schoonbroer, Caspar van Merwijck, heer van Kessel, die heer van Asten was van 1722-1724.